# Fairlie (locomotief)

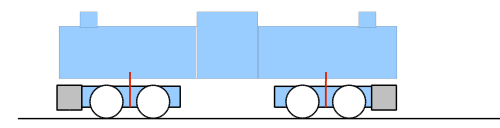
Principe van een Fairlie-locomotief

Een Fairlie is een type stoomlocomotief. Het is een gelede locomotief, bestaande uit drie delen. Het meest kenmerkende is dat het centrale gedeelte twee ketels en twee rookkasten heeft, met daar tussen in een (in twee delen verdeelde) vuurkist. Tevens bevatte dit deel de opslagruimten voor brandstof (veelal kolen) en water. Het centrale gedeelte rust op twee draaistellen, die het drijfwerk (met twee of drie aangedreven assen) bevatten. De stoker en de machinist stonden aan weerszijden van de ketel. Het type is genoemd naar de uitvinder ervan, de ingenieur Robert Francis Fairlie.
De hoeveelheid brandstof en water die kon worden meegenomen werd beperkt door enerzijds de omvang van de ketel en anderzijds het omgrenzingsprofiel. Dit maakte een relatief frequent stoppen onvermijdelijk.
Dit type locomotief is vooral gebruikt bij smalspoorlijnen. Het succes is beperkt gebleven. Bij de Ffestiniog Railway in Wales (Porthmadog - Blaenau Ffestiniog) zijn nog enkele Fairlie-locomotieven in gebruik.
Een variant op dit type (officieel aangeduid als "double Fairlie") was de single Fairlie. Dit type had een draaistel met aangedreven assen, met daarachter loopassen die vast met het frame waren verbonden. Ook dit type is niet op grote schaal toegepast.

## Afbeeldingen

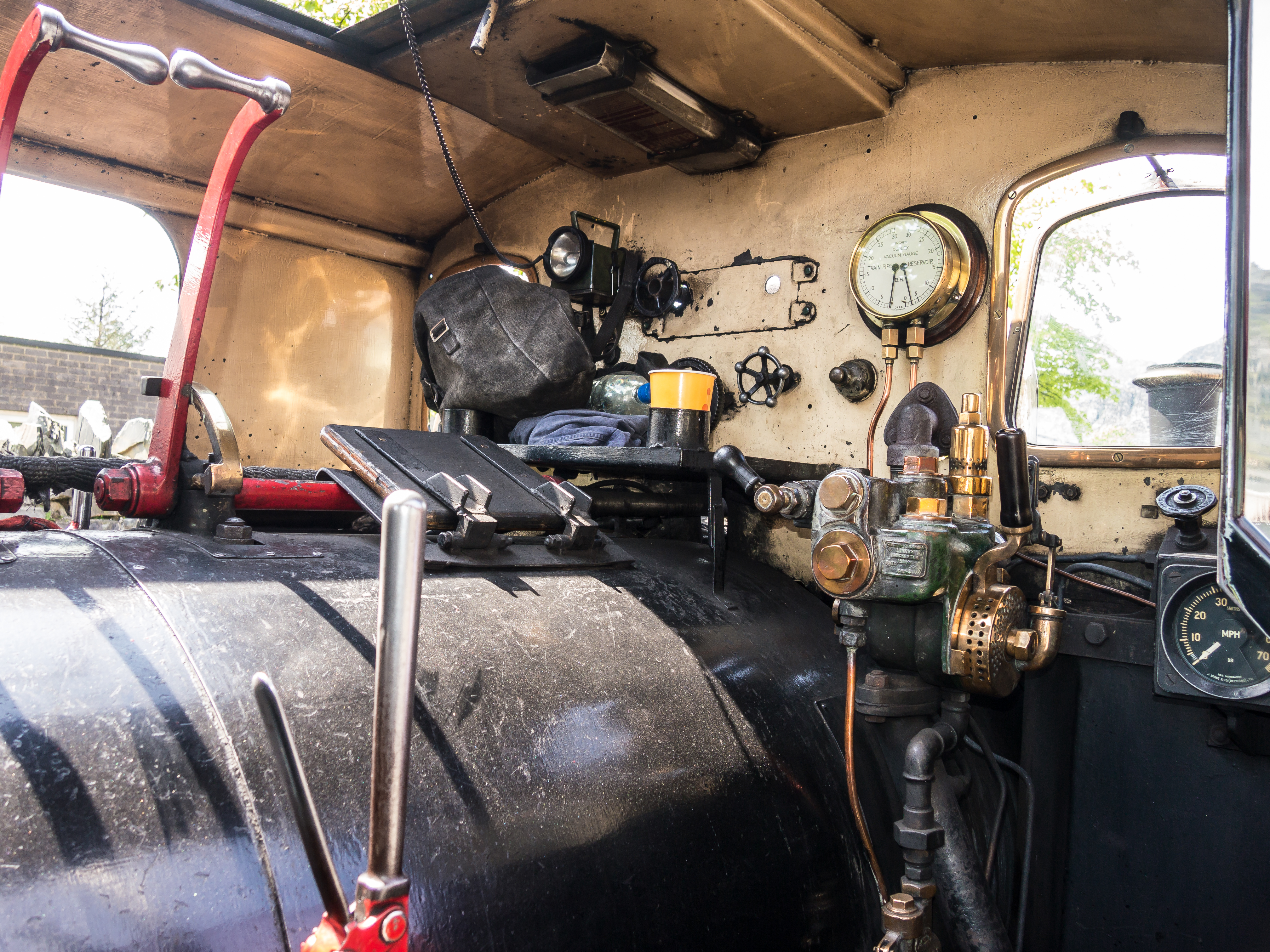
Machinistenhuis met ketel, Earl of Merioneth, Ffestiniog Railway
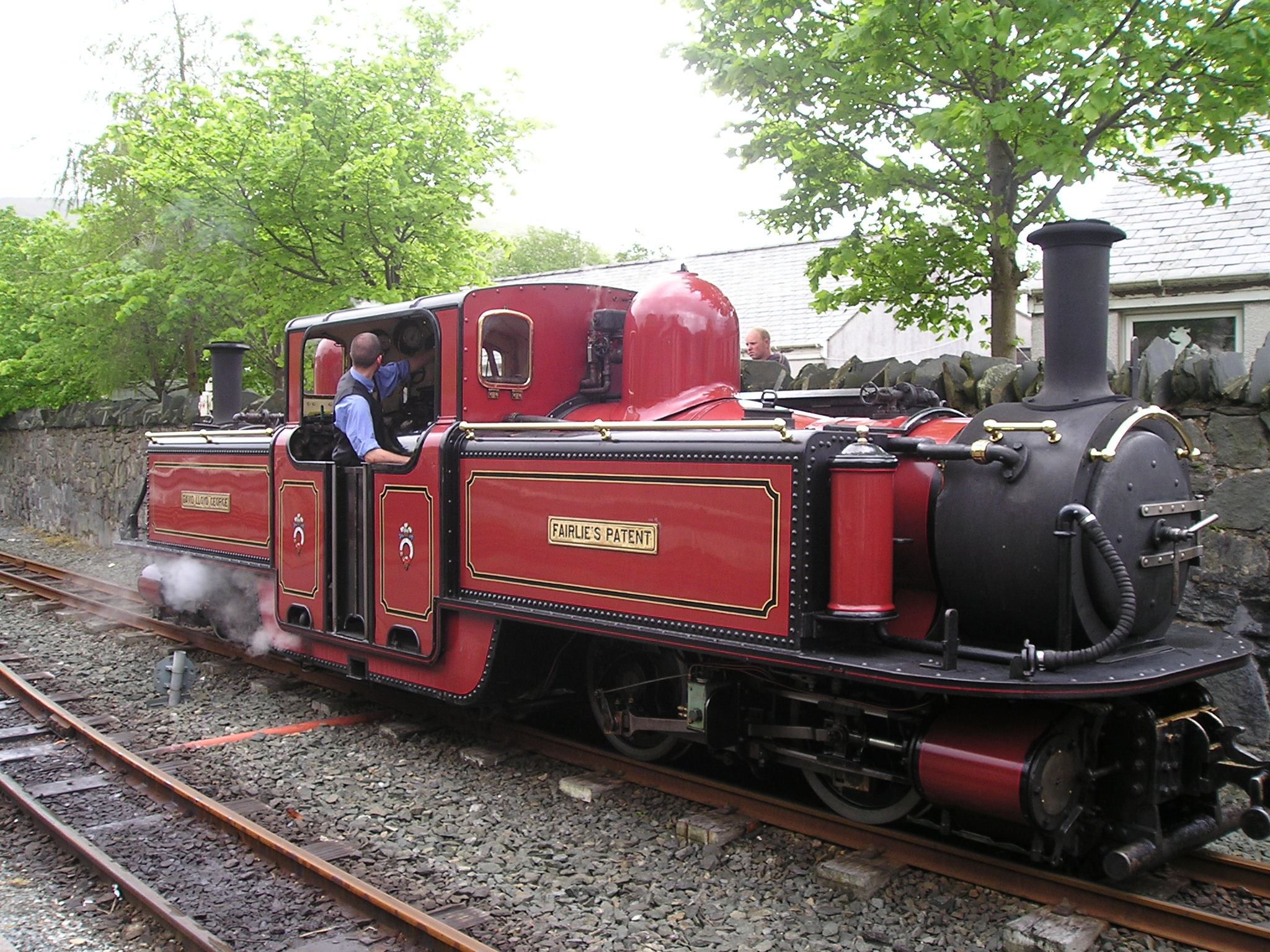
David Lloyd George, Ffestiniog Railway
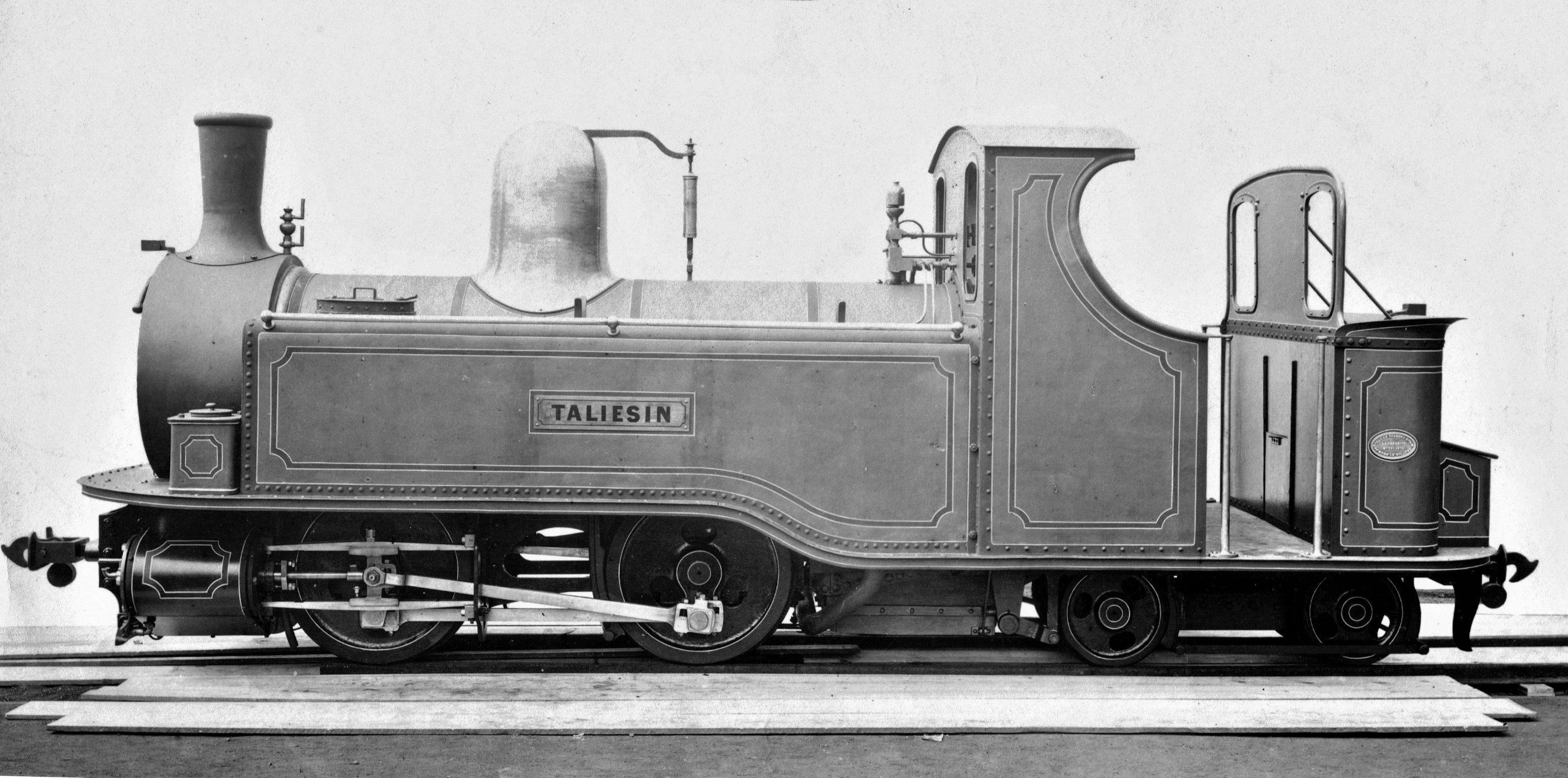
Taliesin, single Fairlie, 1876